# Centaurea
ne pas confondre avec les espèces de la famille des Gentianacées du genre Centaurium
Genre
Centaurea est un genre botanique (les centaurées en nom vernaculaire) qui regroupe de nombreuses plantes de la famille des Astéracées (ou Composées), assez proches des chardons et des cirses, mais qui s'en distinguent notamment par leurs feuilles non épineuses.

## Étymologie
Centaurea est un nom dédié au centaure Chiron qui, selon Ovide, aurait utilisé les propriétés médicinales d'une centaurée pour tenter de se soigner alors qu'il était blessé par une flèche empoisonnée d'Héraclès.

## Caractéristiques du genre
Les centaurées sont des plantes herbacées annuelles, bisannuelles ou vivaces, à feuilles alternes.
Comme pour toutes les composées, les fleurs, ou fleurons, sont disposées en capitule, entourées d'un involucre de bractées. Dans le cas des centaurées, les fleurs sont toutes tubulées, celles de la périphérie (souvent stériles) s'ouvrant largement en cinq lobes. Leur couleur varie le plus souvent entre le rose, le pourpre et le violet, mais il existe aussi quelques espèces à fleurs jaunes.
L'involucre est composé de bractées inégales sur plusieurs rangs, à la manière des artichauts. Ces bractées peuvent être ciliées (cas le plus fréquent) ou épineuses. Leur observation est essentielle pour déterminer les espèces.
Les fruits sont des akènes à élaïosome portant une aigrette assez courte, notamment pour les fruits du centre.

## Synonymes
- Acosta Adans.
- Aegialophila Boiss. & Heldr.
- Calcitrapa Vaill.
- Calcitrapoides Vaill.
- Chartolepis Cass.
- Cheirolepis Boiss.
- Cnicus L., nom. cons.
- Colymbada Hill
- Crocodilium Vaill.
- Grossheimia Sosn. & Takht.
- Hyalea (DC.) Jaub. & Spach
- Jacea Mill.
- Melanoloma Cass.
- Phaeopappus (DC.) Boiss.
- Plectocephalus D. Don
- Stephanochilus Maire
- Tomanthea DC.
- Wagenitzia Dostál (en)

- Amberboa sect. Phaeopappus DC.

- Centaurea sect. Hyalaea DC[2].

## Liste des espèces
Liste complète des espèces euro-méditerranéennes in 

## Plante hôte
Les centaurées sont la  plante hôte des chenilles de nombreux papillons :
- Agonopterix arenella
- Arctia villica
- Cochylimorpha straminea
- Coleophora frischella
- Coleophora conspicuella
- Coleophora paripennella
- Dichagyris vallesiaca
- Ematurga atomaria
- Eublemma parva
- Eupithecia centaureata
- Macroglossum stellatarum
- Melitaea aetherie algirica
- Melitaea cinxia - mélitée du plantain
- Melitaea phoebe - mélitée des centaurées, et Melitaea phoebe occitanica
- Metzneria neuropterella
- Nyctegretis lineana
- Paratalanta hyalinalis
- Pyrgus carthami - hespérie du carthame
- Sitochroa verticalis[4].

## Symbolique
Dans le langage des fleurs, la centaurée symbolise un message d'amour.

## Galerie

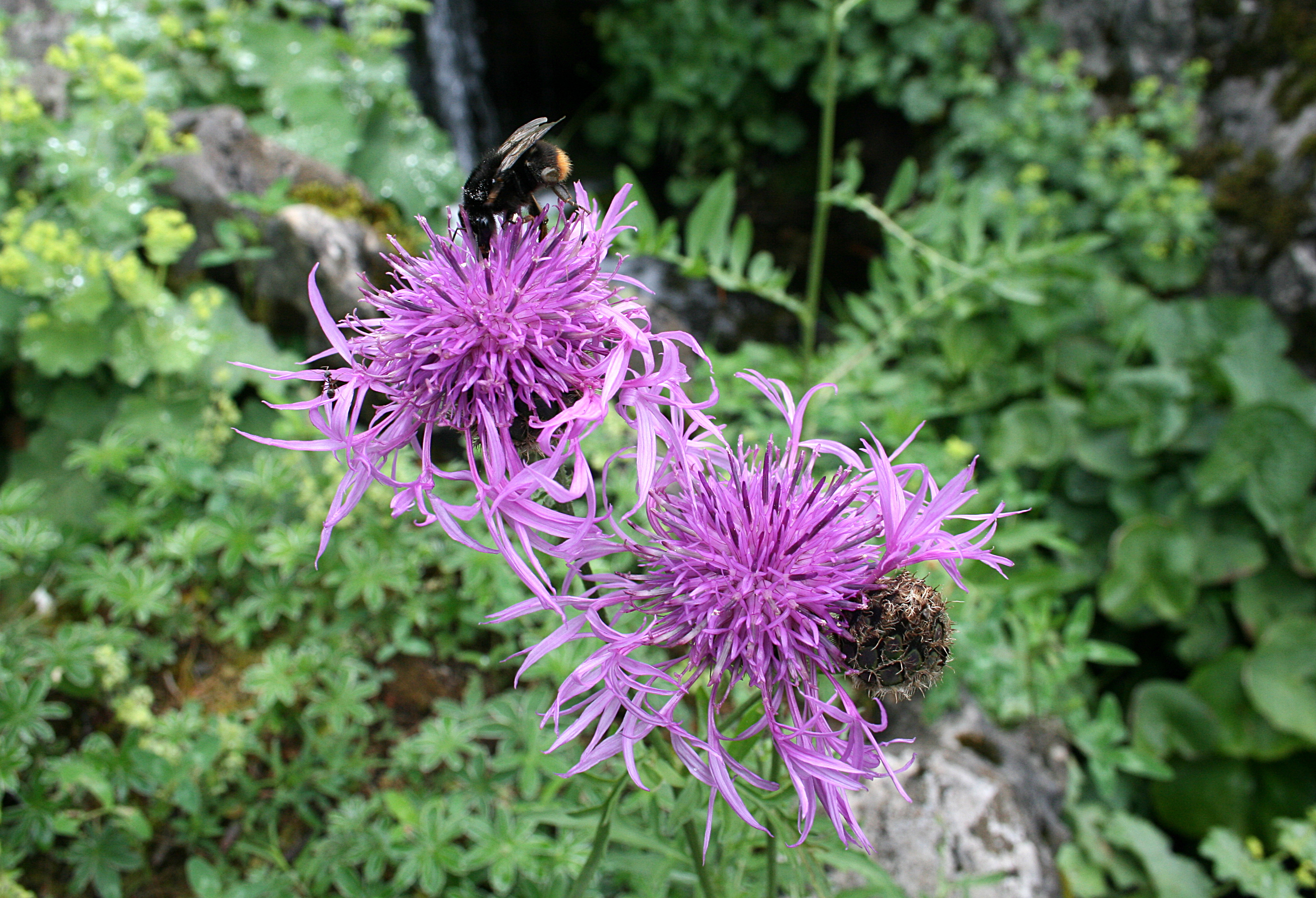
Centaurée alpestre Centaurea alpestris
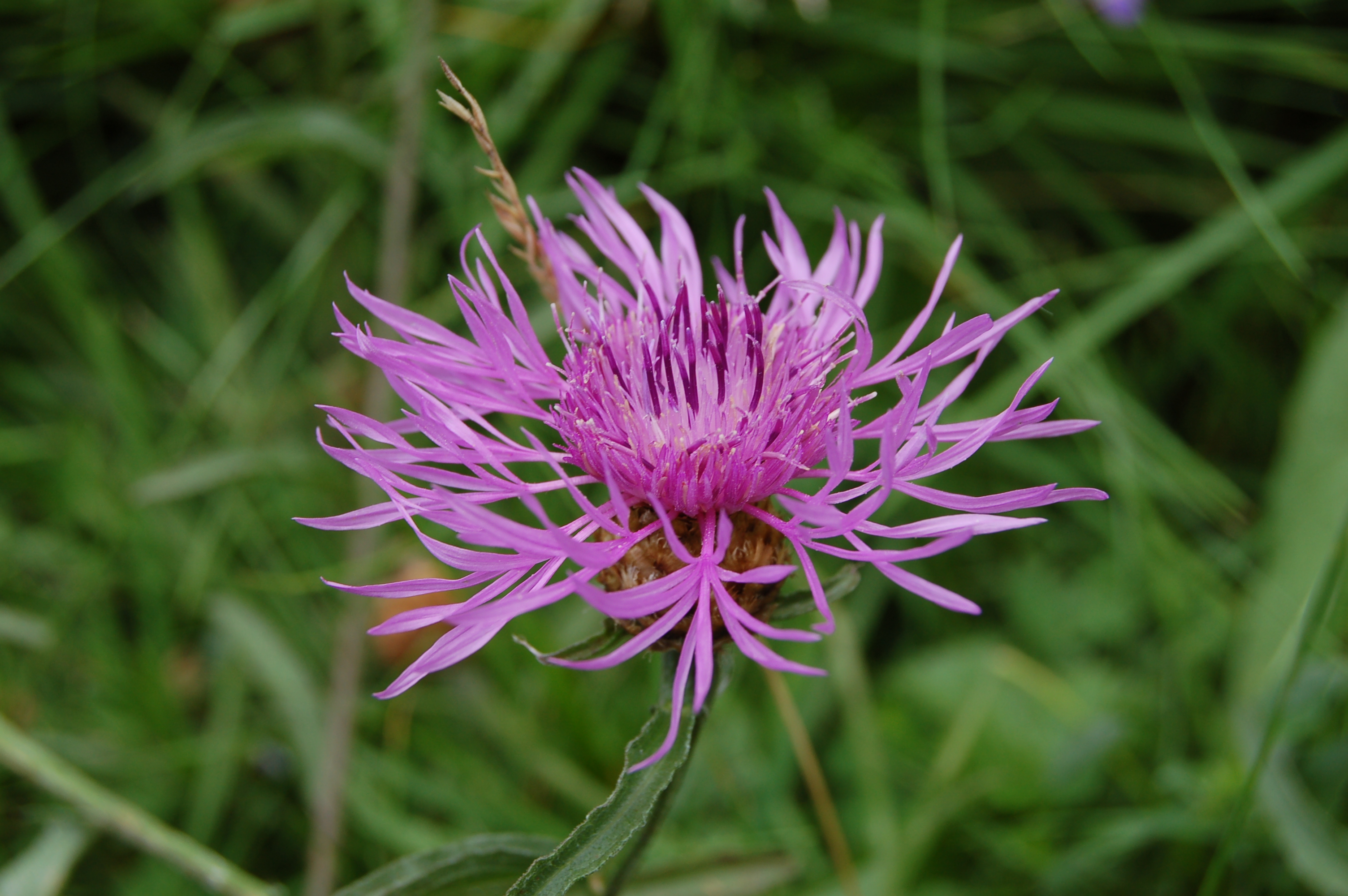
Centaurée rude - Centaurea aspera
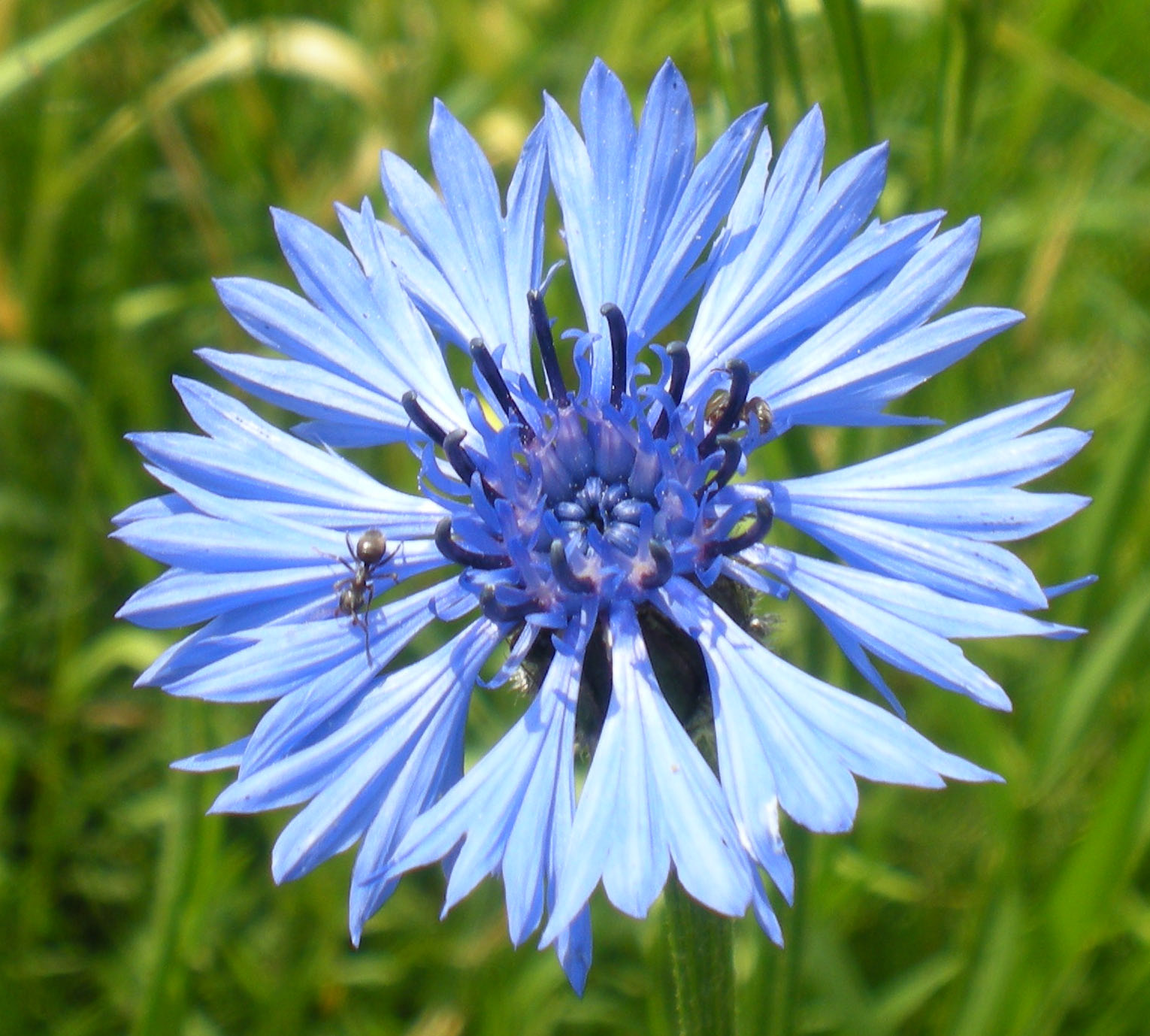
Centaurée des champs ou Bleuet - Centaurea cyanus
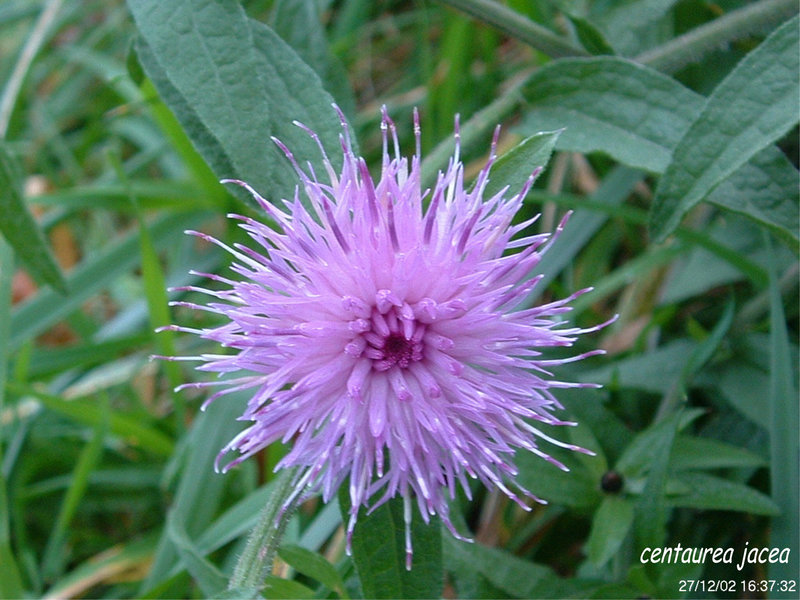
Centaurée jacée - Centaurea jacea
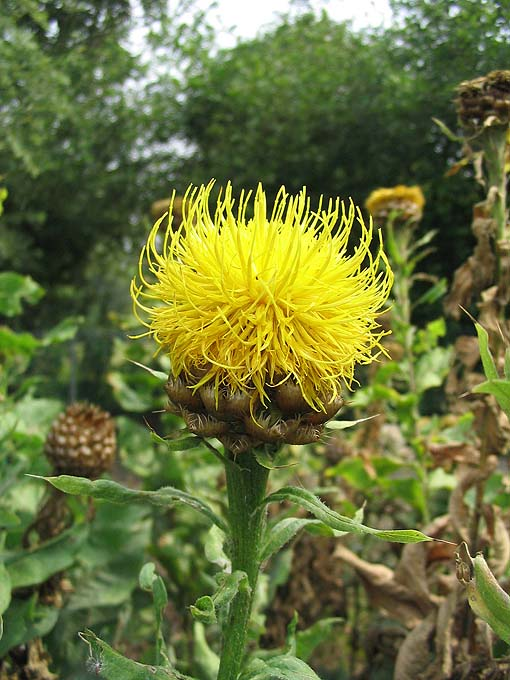
Centaurée à grosse tête - Centaurea macrocephala
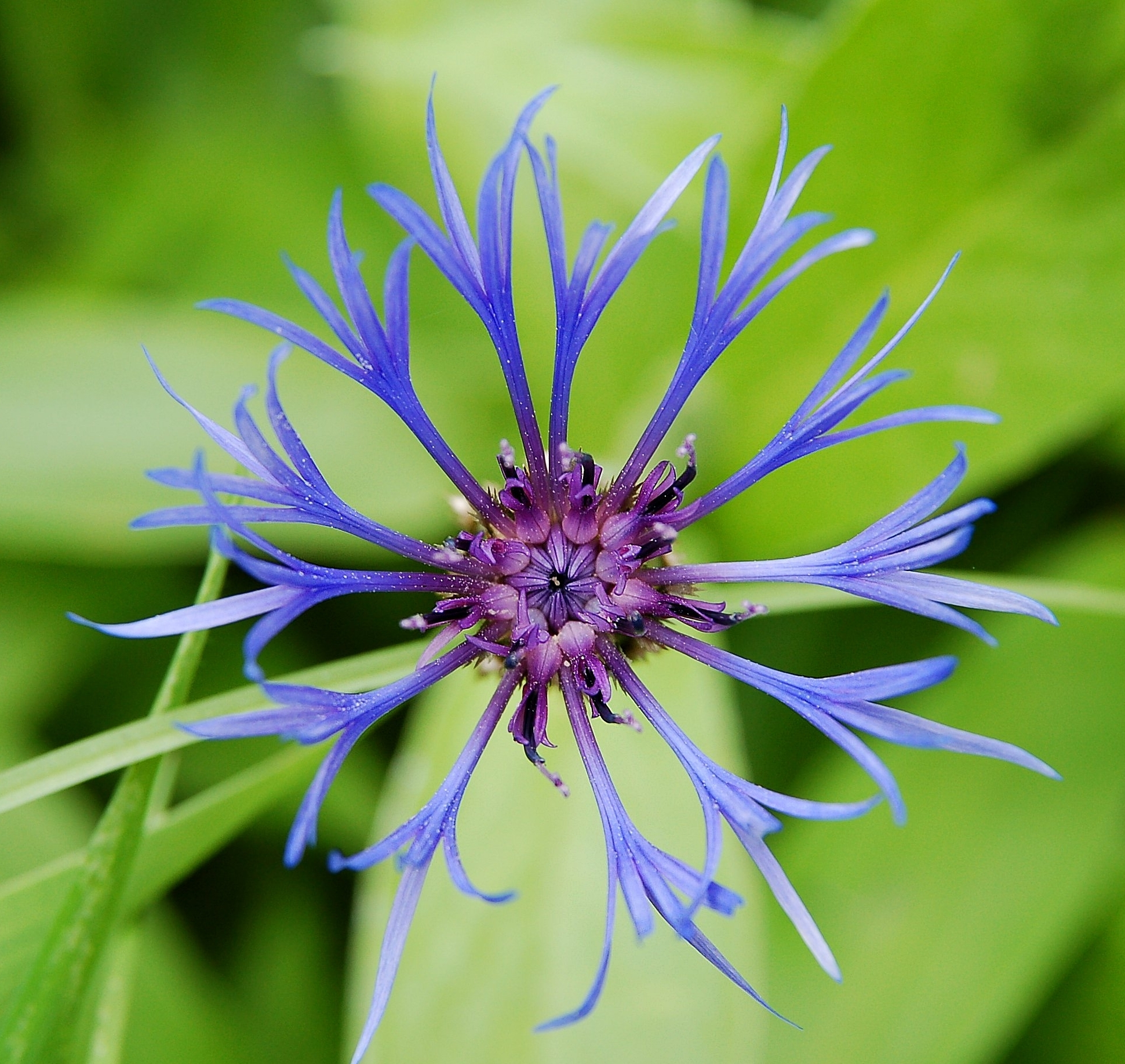
Centaurée des montagnes - Centaurea montana
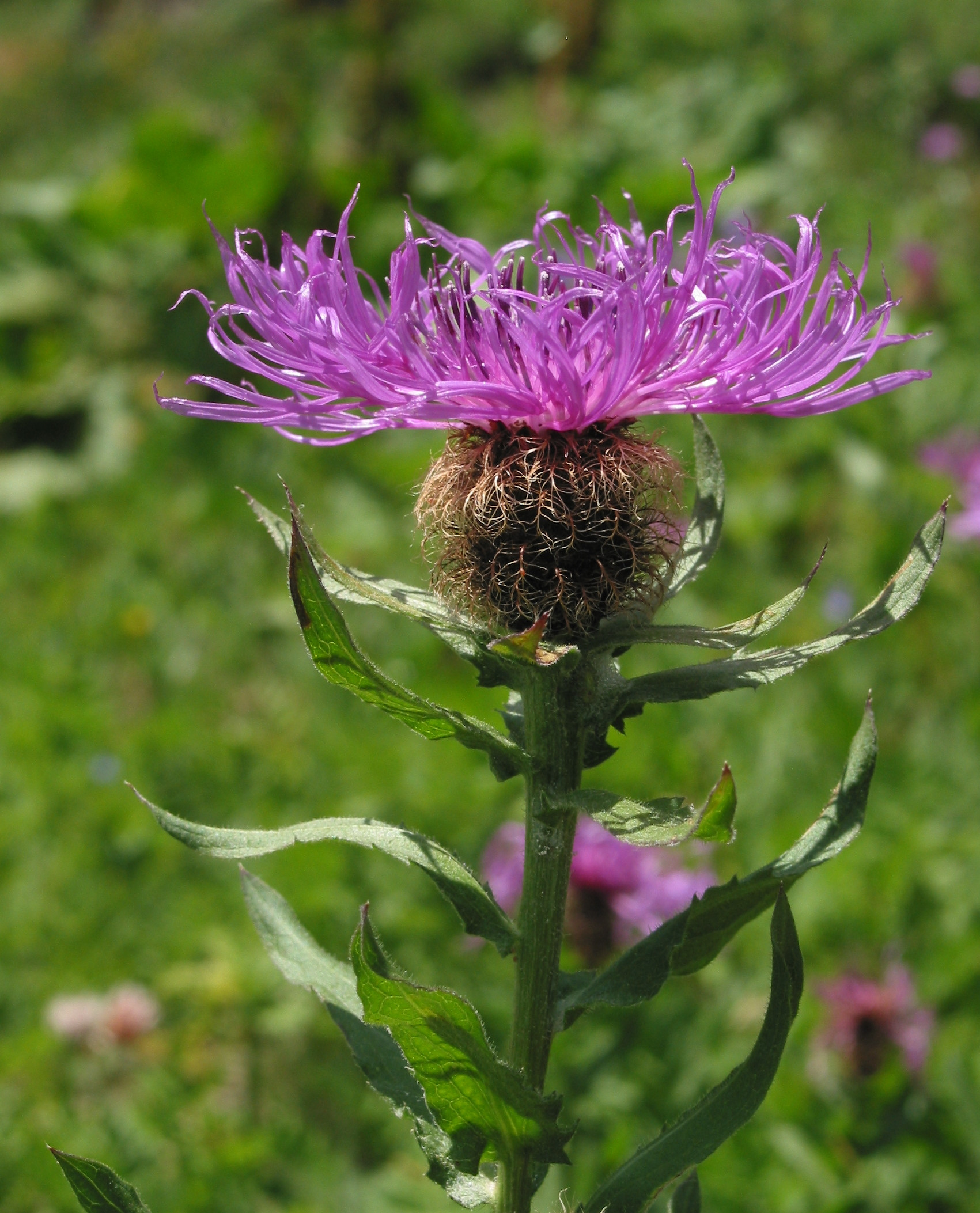
Centaurea nervosa
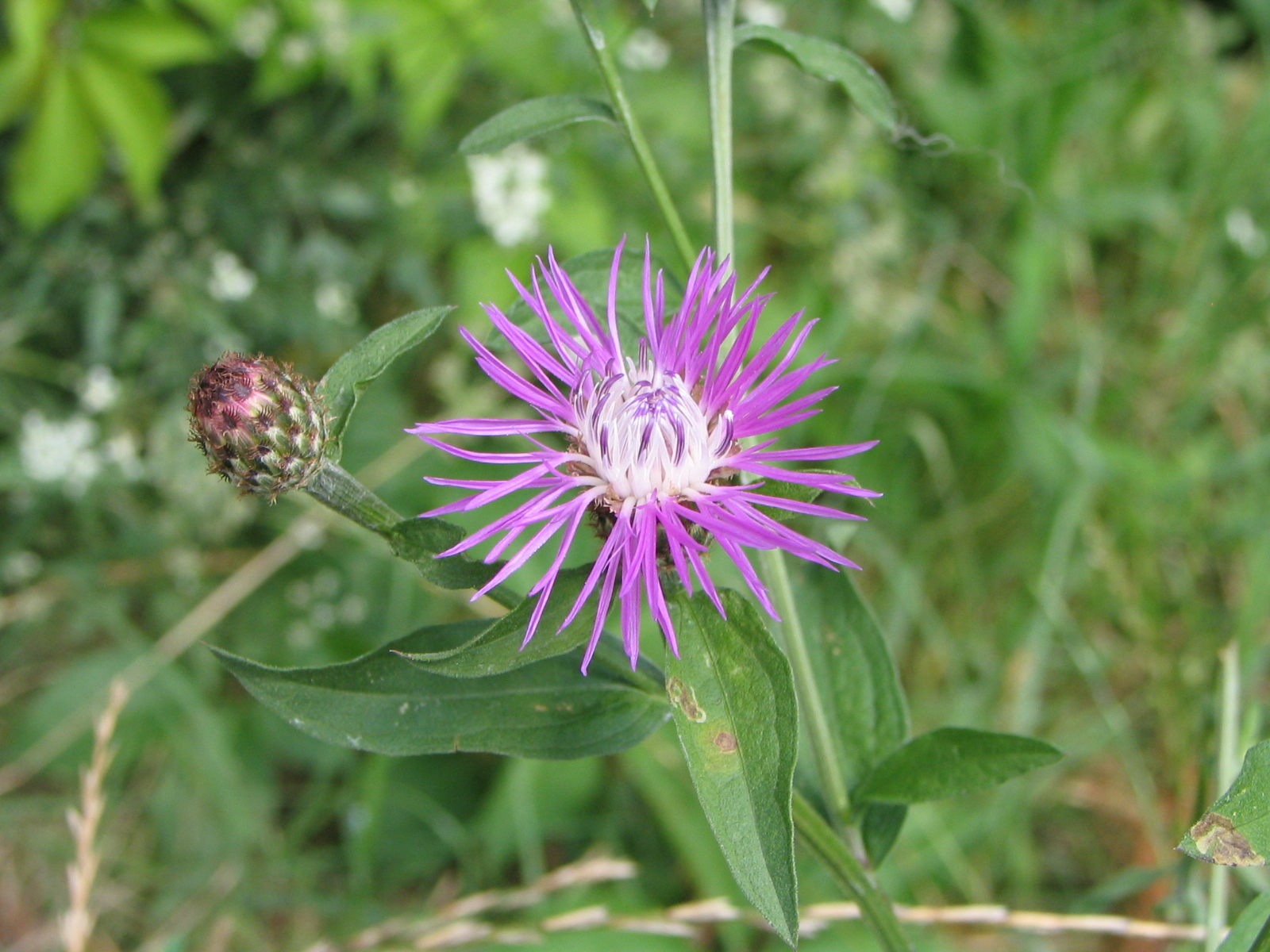
Centaurée noirâtre - Centaurea nigrescens
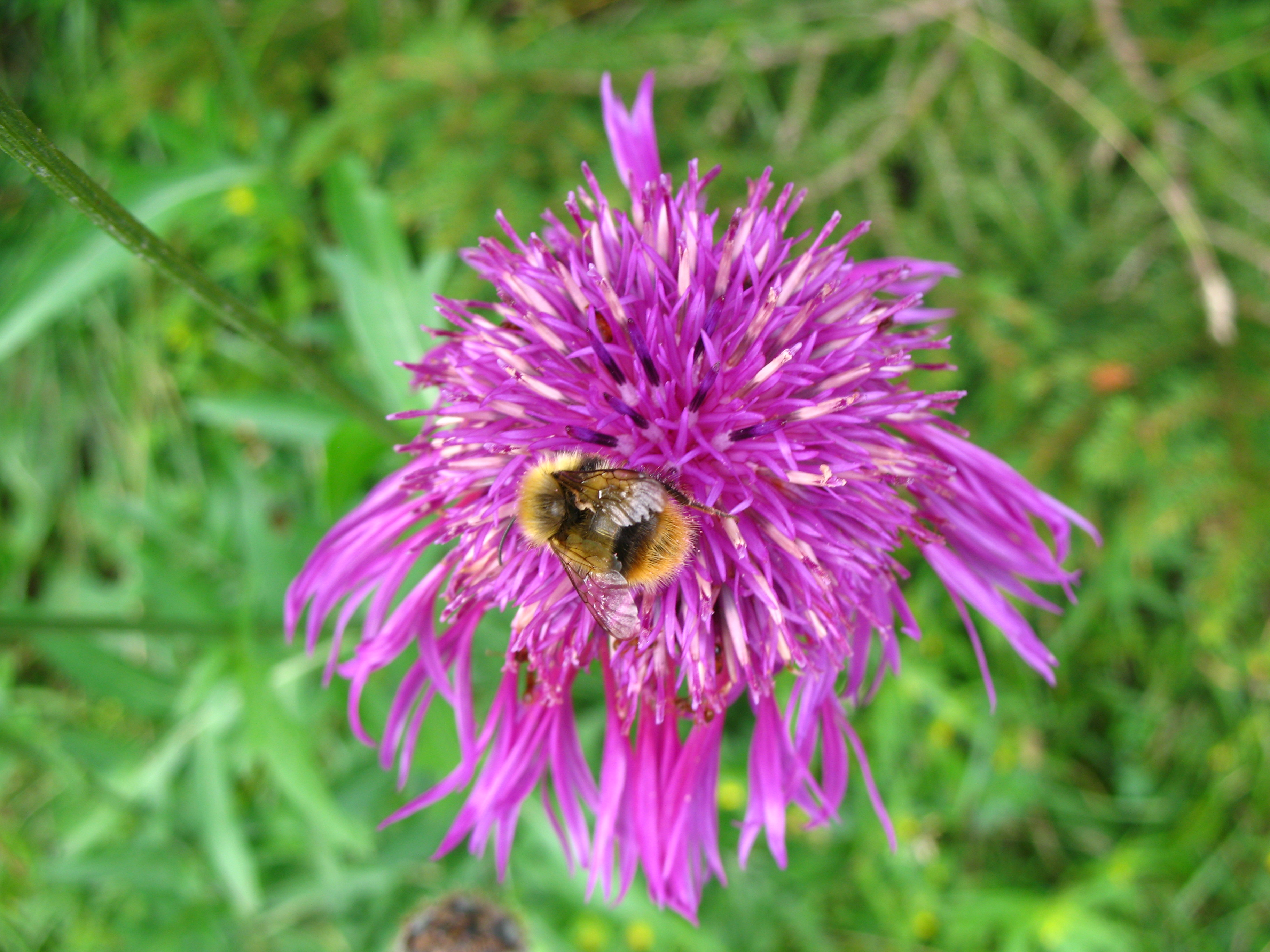
Centaurée scabieuse - Centaurea scabiosa
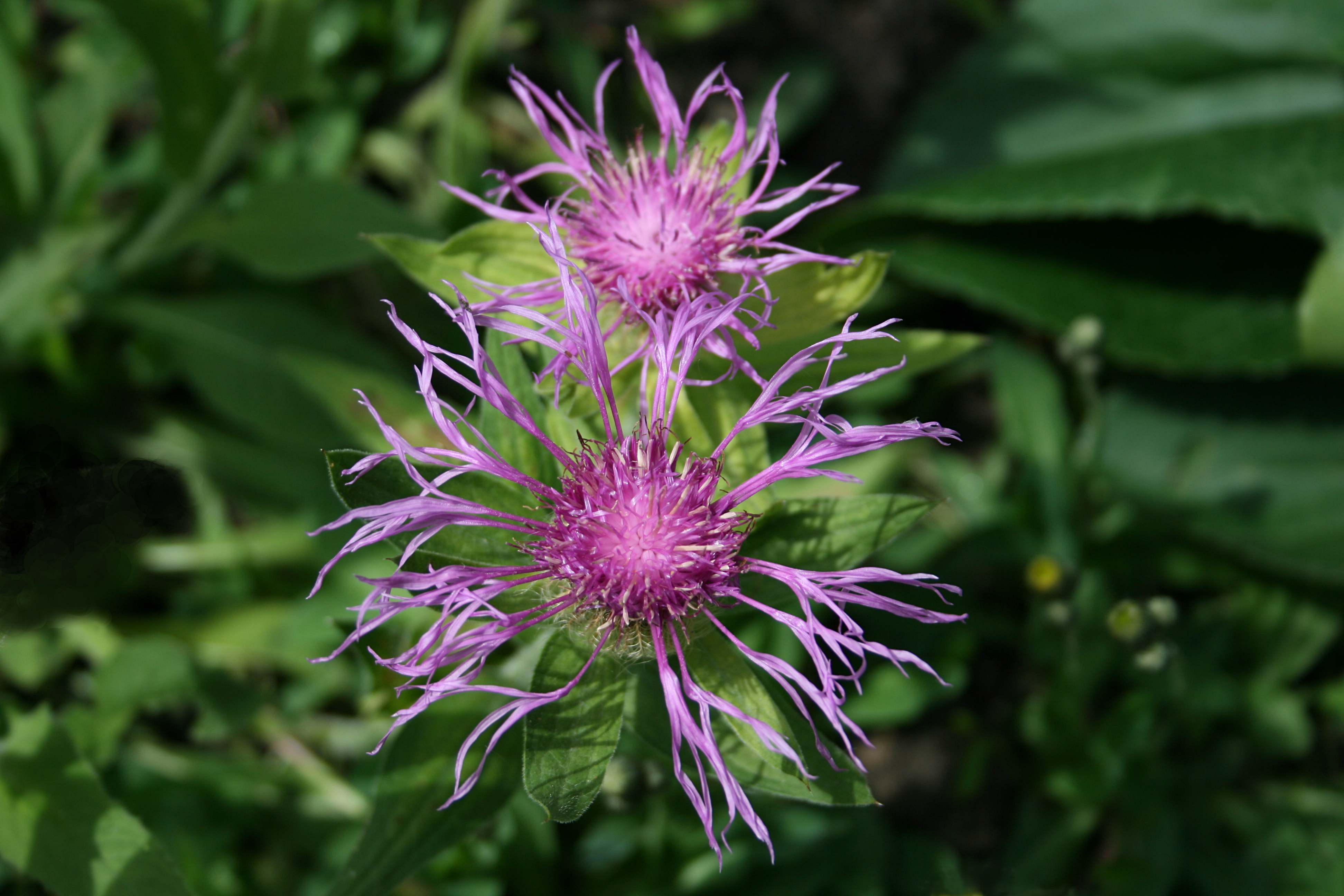
Centaurea uniflora
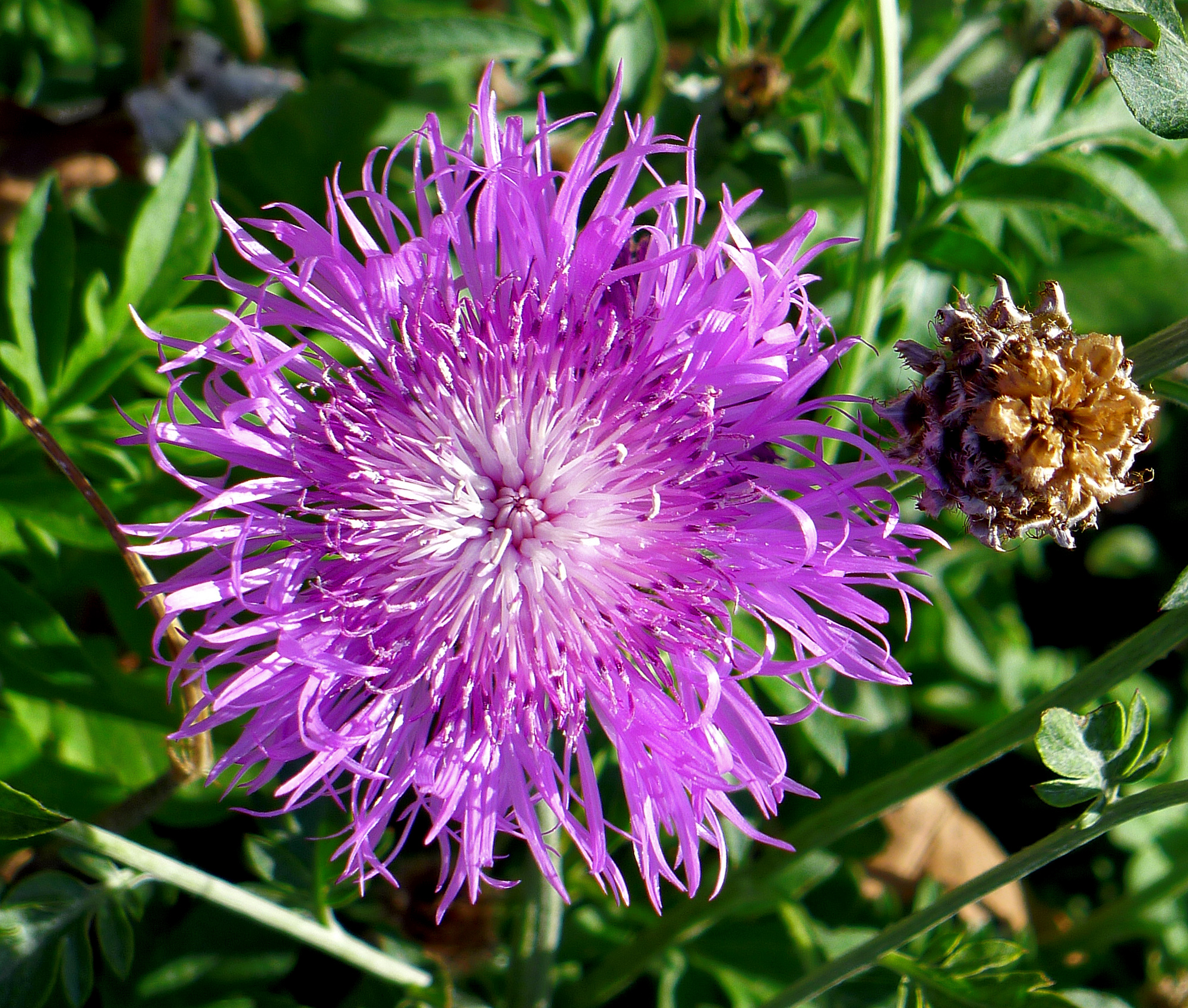
Centaurée blanchâtre - Centaurea dealbata
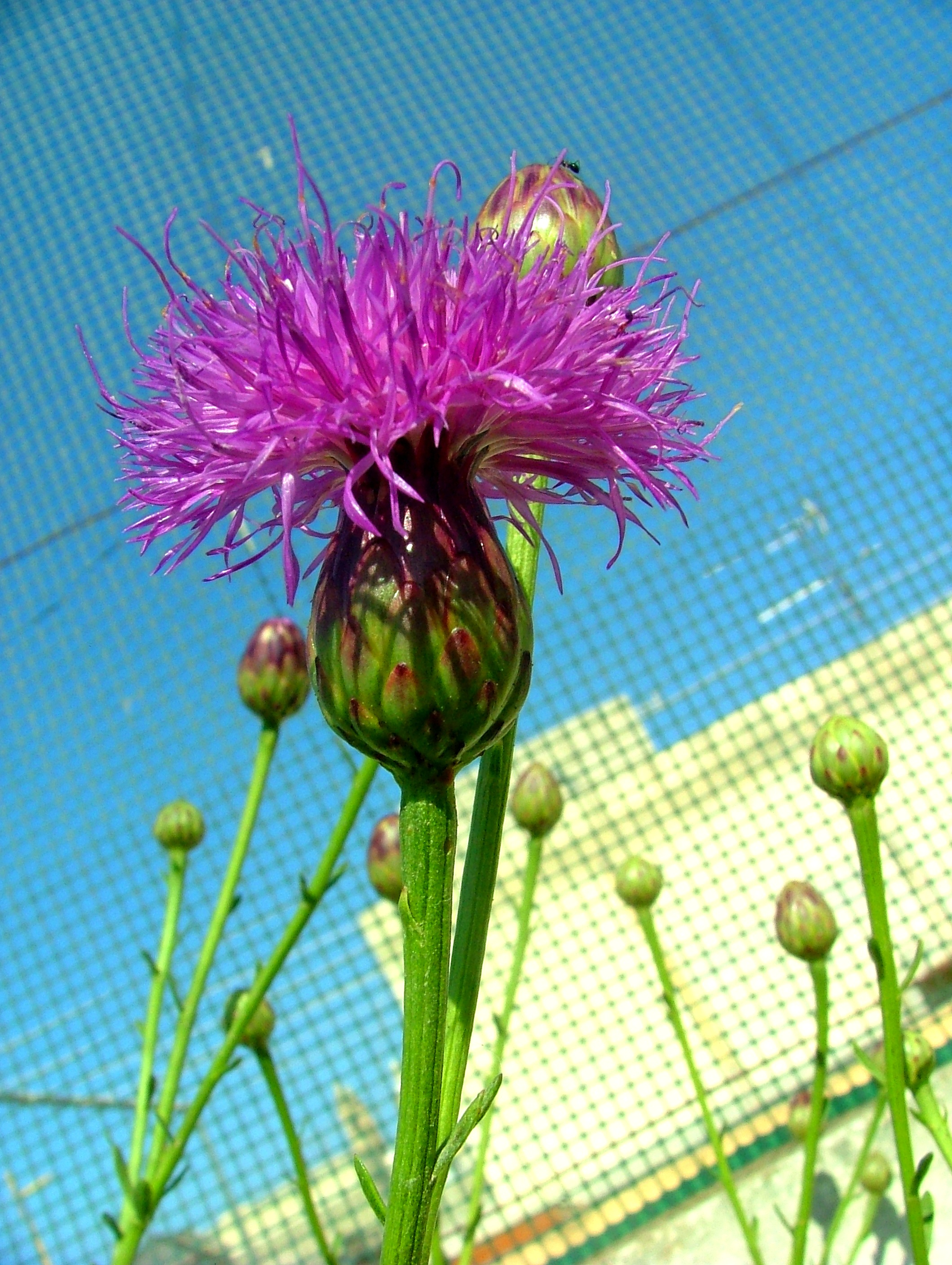
Centaurée de Malte - Cheirolophus crassifolius